# Albert Curtis
Albert Curtis (ur. 26 stycznia 1875 w Adelong; zm. 12 września 1933 w Melbourne) – australijski tenisista.

## Kariera tenisowa
Curtis był pierwszym w historii finalistą Australasian Championships. Pojedynek o tytuł w edycji z 1905 roku przegrał z Rodneyem Heathem.

### Finały w turniejach wielkoszlemowych

#### Gra pojedyncza (0–1)
| Końcowy wynik | Nr | Data | Turniej                               | Nawierzchnia | Przeciwnik   | Wynik finału       |
| ------------- | -- | ---- | ------------------------------------- | ------------ | ------------ | ------------------ |
| Finalista     | 1. | 1905 | Australasian Championships, Melbourne | Trawiasta    | Rodney Heath | 6:4, 3:6, 4:6, 4:6 |